# Clavos rojos
Clavos rojos (titulado originalmente en inglés Red Nails) es un relato escrito por el autor estadounidense Robert E. Howard para su personaje de espada y brujería Conan el Cimmerio. Fue el primer relato de Conan en ser publicado póstumamente (la revista pulp Weird Tales lo publicó en octubre de 1936 después de que Howard se hubiese suicidado en junio) y también fue el primero, y el único, en el que aparece el personaje femenino de Valeria, que más tarde, en 1982, sería utilizado en la película Conan el Bárbaro, con Arnold Schwarzenegger en el papel de Conan y Sandahl Bergman en el papel de Valeria, aunque la historia narrada en la película no coincidiese con la historia narrada en Clavos rojos.

## Trama
Por haber rechazado ser violada por un miembro de la tripulación de Zarallo, capitán pirata con quien se había encompinchado, Valeria, la pirata de la Hermandad Roja, emprende una huida desesperada por las selvas del sur del mundo hiborio. Durante su huida se encuentra con Conan el Cimmerio, que en aquel momento también era parte de la banda de Zarallo. Conan le ha seguido el rastro no sólo para protegerla de sus perseguidores sino también para intentar seducirla, pues también él se siente atraído por su belleza. Ambos ya se conocen y aunque Valeria desconfía de Conan los dos entablan conversación, pero en ese momento la aparición de un dragón colosal, dispuesto a devorarlos, les obliga a correr a través de una densa selva. Acaban por conseguir refugio en lo alto de un risco elevado y escarpado, fuera del alcance de la bestia, y desde allí divisan una ciudad, rodeada por la jungla, una ciudad cuya existencia desconocían, sobre todo teniendo en cuenta lo lejos que se encuentran de las tierras civilizadas a las que están acostumbrados. Tras conseguir vencer al dragón descienden del risco y se disponen a ir a explorar la ciudad que acaban de descubrir. Una vez allí lo primero que constatan es que está medio en ruinas y abandonada, pero pronto descubren también que las apariencias engañan y que en realidad no están solos en el interior de esos muros...
Conan y Valeria emergen de la selva para dirigirse hacia una ciudad amurallada que divisaron desde la peña. Al no encontrar rebaños de pastoreo o campos de cultivo alrededor de la ciudad, asumen que está desierta. Fuerzan las puertas oxidadas y entran en un extraño mundo crepuscular: la ciudad es una enorme estructura hecha de jade con restos de otros materiales, compuesta en su totalidad por cuatro niveles de habitaciones, salas y pasillos. Un único gran pasillo corre a lo largo de la ciudad, pero no hay otras calles o patios abiertos. La pareja se separa para explorar la ciudad. Valeria se encuentra con un hombre llamado Techotl a quien salva de su aspirante a asesino; Conan llega a tiempo para salvarlos de sus camaradas. Techotl invita a Conan y Valeria a la fortaleza de su pueblo, los Tecuhtlíes, donde les dan la bienvenida los gobernantes, Olmec y Tascela.
En la fortaleza Conan y Valeria se enteran de que la ciudad de Xuchotl fue construida mucho antes de que llegaran sus actuales habitantes. Las personas que crearon la ciudad habían utilizado la magia para resucitar "dragones" (en realidad, los esqueletos desordenados de dinosaurios) para proteger la ciudad. Un día, un esclavo llamado Tolkemec traicionó a sus maestros para guiar una banda liderada por los hermanos Tecuhtlí y Xotalanc al interior de la ciudad los cuales mataron a los habitantes originales. Los conquistadores gobernaron después la ciudad en paz hasta que Tecuhtli le robó la novia a su hermano, lo que llevó a una lucha en la que la mayor parte de los conquistadores fueron asesinados. Tolkemec actuó en ambas facciones para sus propios fines, antes de ser desterrado a las catacumbas y se supone que había muerto allí. Unos clavos fijados en un pilar en su bastión mantiene la cuenta de cuántos de sus enemigos han matado, y proporciona el título del relato.
No teniendo intención de dejar que se marchen de la ciudad, Olmec ordena en secreto a sus hombres que maten a Conan. Mientras Olmec intenta forzar a  Valeria, esto es frustrado por Tascela que lo aprisiona. Esta se revela como una bruja y la novia, cuyo secuestro comenzó la lucha. Tascela planea utilizar la vitalidad de Valeria para restaurar su juventud. Después de matar a sus asesinos, Conan vuelve a Tecuhtli, libera a regañadientes a Olmec, sólo para matarlo cuando Olmec resulta ser indigno de confianza. Conan encuentra la cámara donde Tascela ha inmovilizado a Valeria sobre un altar, pero es atrapado en una trampa de acero incapaz de salvar a Valeria. En este punto Tolkemec entra en la cámara, después de haberse convertido en un hombre salvaje durante su exilio en las catacumbas, y utiliza una varita mágica para matar a los seguidores de Tascela. Desesperada por ayuda, Tascela libera a Conan. Éste derrota a Tolkemec mientras que Valeria se libera y mata a Tascela con una puñalada en el corazón. Con los últimos habitantes de Xuchotl muertos, Conan y Valeria parten de la ciudad muerta.

## Adaptaciones
Clavos rojos fue adaptado a cómic por Roy Thomas y Barry Smith, en color, en los números 2 (octubre de 1973) y 3 (febrero de 1974) de la colección Relatos salvajes (Savage Tales), colección que la editorial Marvel Comics publicó de 1971 a 1975. Esa misma historieta fue más tarde reeditada en blanco y negro, también por Marvel Comics, en su colección Conan Saga. Ediciones más recientes alternaron entre la reedición en color y la reedición en blanco y negro, como por ejemplo la reedición de Dark Horse Comics de 2004, disponible en ambos formatos. La primera edición en español de esta historieta fue publicada por Ediciones Vértice con el título Uñas rojas (título erróneo ya que nail, en inglés, se traduce como «uña» pero también como «clavo», y es a este último significado al que se refiere Howard en su relato). Ediciones Vértice publicó su Uñas rojas en enero de 1975 con el número 6 del segundo volumen de su colección Conan el Bárbaro. Más tarde, en noviembre de 1982, Comics Forum publicó su propia traducción al español de la versión en blanco y negro (ya con el título correctamente traducido). Forum publicó de nuevo la historia en 1987, pero separadamente y como un especial de Navidad. Finalmente, en 1990 publicó una segunda edición del volumen publicado en 1982.
A mediados de los años 2000 surgió el proyecto de adaptar el relato al cine, haciendo de Clavos rojos un largometraje de dibujos animados (con el título Conan: Red Nails). Tal y como estaba inicialmente previsto Ron Perlman debía prestar su voz para el personaje de Conan y Mark Hamill debía prestar la suya para el personaje de Tolkemec, pero desde finales de la década el proyecto está abandonado y el sitio web oficial de la película ha dejado de estar en línea.